# Von hundert
von hundert ist eine deutsche Kunstzeitschrift, die in Berlin herausgegeben wird.
Die Zeitschrift von hundert erschien Dezember 2006 erstmalig. Sie wurde im Redaktion und Alltag Verlag verlegt und erscheint aktuell im permanent Verlag. Sie erscheint unregelmäßig zwei- bis dreimal im Jahr. Chefredakteure sind Barbara Buchmaier und der Künstler und Grafikdesigner Andreas Koch. Inhalte der Kunstzeitschrift sind neben Künstlerportraits, Ausstellungsrezensionen, Buchbesprechungen und Interviews, wechselnde Spezialthemen, die sich allgemeineren Fragestellungen in Zusammenhang mit Bildender Kunst widmen. Es erschienen zum Beispiel 2014/2015 ein Arbeit-Spezial, ein Alter-Spezial und ein Angst-Spezial.